# دوار أولاد بركان (أولاد ايوب بن يحيى)
دوار أولاد بركان هو دُوَّار يقع بجماعة سيدي لحسن، إقليم تاوريرت، جهة الشرق في المملكة المغربية. ينتمي الدوّار لمشيخة أولاد أيوب بن يحيى التي تضم 5 دواوير. يقدر عدد سكانه بـ 148 نسمة حسب الإحصاء الرسمي للسكان والسكنى لسنة 2004.

## روابط خارجية
- البوابة الوطنية للجماعات الترابية نسخة محفوظة 12 مارس 2018 على موقع واي باك مشين.
- المندوبية السامية للتخطيط